# Земля Гаротман
Земля Гаротман (англ. Garotman Terra) — обширная светлая возвышенность на поверхности самого крупного спутника Сатурна — Титана. Находится к западу от тёмной местности Сэнкё (координаты центра — 13°30′ ю. ш. 348°00′ з. д. / 13,5° ю. ш. 348° з. д.). Под термином «земля» понимается обширная возвышенность.
Максимальный размер структуры составляет 970 км. Земля Гаротман была обнаружена на снимках космического аппарата «Кассини» (во время стандартного пролёта около Титана). Названа именем Гаротмана (Гародманы), иранского рая. Это название было утверждено Международным астрономическим союзом в 2012 году.